# أندريه فليم
أندريه فليم (بالنرويجية البوكمول: André Flem)‏ هو لاعب كرة قدم نرويجي، ولد في 15 ديسمبر 1967 في كريستيانسوند في النرويج. لعب مع نادي ستابك.